# René François Schneyder
 (décembre 2008).
Si vous disposez d'ouvrages ou d'articles de référence ou si vous connaissez des sites web de qualité traitant du thème abordé ici, merci de compléter l'article en donnant les références utiles à sa vérifiabilité et en les liant à la section « Notes et références ».
René Pierre François Schneyder (20 octobre 1894, Orléans - 22 septembre 1973, Boulogne-Billancourt) est un administrateur des services civils de l’Indochine française.

## Biographie
Né le 20 octobre 1894 à Orléans (Loiret), René Pierre François Schneyder fait des études secondaires au lycée Pothier de sa ville natale.
Appelé sous les drapeaux en 1914, il fait la guerre et est grièvement blessé en mars 1915 à la bataille de Vauquois, en Argonne. Sa conduite et son comportement exemplaire lui valent alors la médaille militaire et la croix de guerre. 
Il termine la guerre au Maroc de 1916 à 1919 (médaille coloniale - Maroc). 
Il reprend alors ses études à la faculté de droit de l’Université de Paris et à l’École des sciences politiques.
Reçu au concours de rédacteur au ministère de la guerre, il y sert de 1919 à 1924, puis est reçu sur concours dans le corps des administrateurs des services civils de l’Indochine.
Il débute comme adjoint au résident de France à Son La puis à Phu Lang Thuong (aujourd’hui province de Bac Giang).
Le décès tragique de sa première femme l’amène à rentrer rapidement en France. Par la suite, il épouse en secondes noces une femme d’une famille mandarinale de l’Annam.
Il est de 1926 à 1927 adjoint au résident de Takeo. De 1928 à 1930, il effectue un stage au service de la propriété foncière d’Indochine et exerce les fonctions de conservateur de la propriété foncière à Cholon.
Il est affecté par la suite au Cambodge au poste de premier adjoint au résident à Battambang, puis à Kampong Chhnang, Stoeng Treng et Prey Veng.
En 1934,  il est choisi comme secrétaire de la conférence économique de la France métropolitaine et d’outre-mer.
C’est en 1935 qu’il est affecté définitivement en Cochinchine où il exerce les fonctions les plus importantes de la colonie, en qualité de Chef de la lointaine et difficile[non neutre] province de Bac Liêu. 
En 1937, le Gouverneur de la Cochinchine, M. Pagès, le choisit pour devenir son chef de cabinet. Il est ainsi Directeur des bureaux du gouvernement de la Cochinchine de 1939 à 1942.
Fidèle à son idéal de démocratie, il est un des rares administrateurs à refuser de prêter serment au maréchal Pétain, auxquels sont alors astreints tous les administrateurs. Il est donc sanctionné par l’amiral Decoux, dernier gouverneur général de l’Indochine qui lui refuse sa promotion, alors qu’il est le deuxième personnage de la Cochinchine.
Sa carrière s’en trouve presque brisée mais cela ne l’empêche pas d’être nommé par l’amiral Decoux, le chef de la plus importante et la plus ancienne province de Cochinchine, la province de Gia-Dinh. 
Il est arrêté et fait prisonnier par les Japonais le 9 mars 1945.
Lors du retour le de l’Armée française dirigée par le général Leclerc, il est nommé Inspecteur du travail et cumule les fonctions d’Inspecteur des affaires administratives.
En 1948, il est nommé commissaire au plan du haut-commissariat de France tout en étant désigné par le haut-commissaire Léon Pignon pour diriger la délégation française chargée d’élaborer avec le gouvernement laotien les conventions annexes visant à l’application du traité franco-laotien du 19 juillet 1949 reconnaissant le Laos comme État indépendant associé de l’Union française.
Atteint par la limite d’âge, il prend sa retraite en 1951. 
Toutefois, à la demande des États associés d’Indochine, il est recruté pour fonder et diriger, le centre de recherches scientifiques et techniques, organisme issu de la Conférence de Paris en 1950.
Membre de plusieurs sociétés de bienfaisance, notamment l’Œuvre de l’enfance eurasienne, il joue un rôle de premier plan dans l’amitié franco-vietnamienne. Il contribue par ailleurs, à l’essor de la célèbre école d’arts de Gia dinh, pépinière des futurs grands peintres vietnamiens d’après-guerre.
Décédé le 22 septembre 1973, Réné Schneyder, était chevalier de la Légion d’honneur et titulaire de nombreuses décorations des anciens protectorats d’Indochine.